# Shilton (Warwickshire)
Shilton is een civil parish in het bestuurlijke gebied Rugby, in het Engelse graafschap Warwickshire met 875 inwoners.